# Trump Islands
Trump Islands är en ögrupp i Antarktis. Den ligger i havet utanför Västantarktis, Graham Land. Argentina, Chile och Storbritannien gör anspråk på området.